# Osphronemus exodon
Osphronernus exodon (англ. Elephant ear gourami, слоновухий гурамі) — прісноводний вид лабіринтових риб з родини осфронемових (Osphronemidae), підродина Osphroneminae.

## Поширення
Водиться в середній течії річки Меконг та в її притоках (південний Лаос та північно-східна Камбоджа). Зустрічається у великих річках, а в сезон дощів заходить також у затоплені ділянки лісів. Дно тут зазвичай буває кам'янистим, а береги зайняті лісом.
Місцеві назви виду: trey romir кхмерською мовою і pa haet лаоською. Обидві назви перекладаються як «риба-носоріг».
Вид занесений до Червоного списку МСОП і має статус «Уразливий». Вважається, що через будівництво гідротехнічних споруд, а також високий рівень забруднення річки Меконг його чисельність протягом першого десятиліття XX ст. зменшилась більш ніж на 30 %, хоча детальні дані невідомі. Природоохоронні заходи в районах проживання виду станом на 2009 рік не проводились.
Osphronemus exodon мабуть не зустрічається симпатрично зі своїм родичем O. goramy. Всі повідомлення про те, що велетенський гурамі (Osphronernus goramy) мешкає в басейні Меконгу, насправді стосуються Osphronemus exodon.

## Опис
Дорослих O. exodon складно сплутати з будь-яким іншим видом велетенських гурамі. Їх щелепи, вкриті рядами зубів, сильно виступають із закритого рота. Ця особливість є унікальною серед лабіринтових риб.
Osphronemus exodon, як і решта представників роду осфронем, — це доволі великі риби, які можуть сягати довжини 60 см. За свідченням місцевих рибалок, ці гурамі виростають до 10 кг.
Спинний плавець має 14-16 твердих і 10-11 м'яких променів, анальний — 11-13 твердих і 17-19 м'яких. У бічній лінії 31-32 луски.
Молодь і дорослі риби відрізняються за формою та забарвленням. Гостра морда молоді з віком помітно ширшає і товстішає. Молодь розміром 10-12 см ще не має зовнішніх зубів.
Основним елементом забарвлення молодих рибок є 6 або 7 вертикальних смуг на тілі. Над анальним плавцем присутня темна овальна пляма. Ці елементи забарвлення щезають у дорослому віці. Молодь розміром близько 10 см має червонувату або оранжеву смужку в нижній частині голови та грудей, особливість, яка не спостерігається у жодного іншого виду роду Osphronemus.
Кожна доросла особина має власне характерне забарвлення, не існує двох схожих риб, однак усі вони мають великі темні (майже чорні) ділянки на череві і бліді ділянки на спині. Іноді трапляються екземпляри з великими хаотично розташованими червоними плямами на тілі. Статеві відмінностей за забарвленням у дорослих риб відсутні.
Як і інші виду роду, O. exodon має високорозвинений лабіринтовий орган, який дозволяє цим рибам використовувати для дихання атмосферне повітря. Він має численні складки й дуже насичений кровоносними судинами.

## Біологія
Osphronemus exodon харчується переважно рослинною їжею, включаючи водну рослинність, листя, фрукти, квіти вищих наземних рослин. До раціону входить також трохи комах і ракоподібних.
Нереститься в березні-квітні в стоячих водах біля берегів річок за низького рівня води. Будують невелике гніздо з листя та коріння рослин. Один із батьків охороняє ікру та мальків.

## Значення для людини
Osphronemus exodon є хорошою їстівною рибою. Місцеві рибалки вудять її на гачок, наживлений креветкою. Продають свіжою.
У рибницькому господарстві цей вид відсутній. В торгівлі акваріумними рибами зустрічається дуже рідко.